# رجل القش

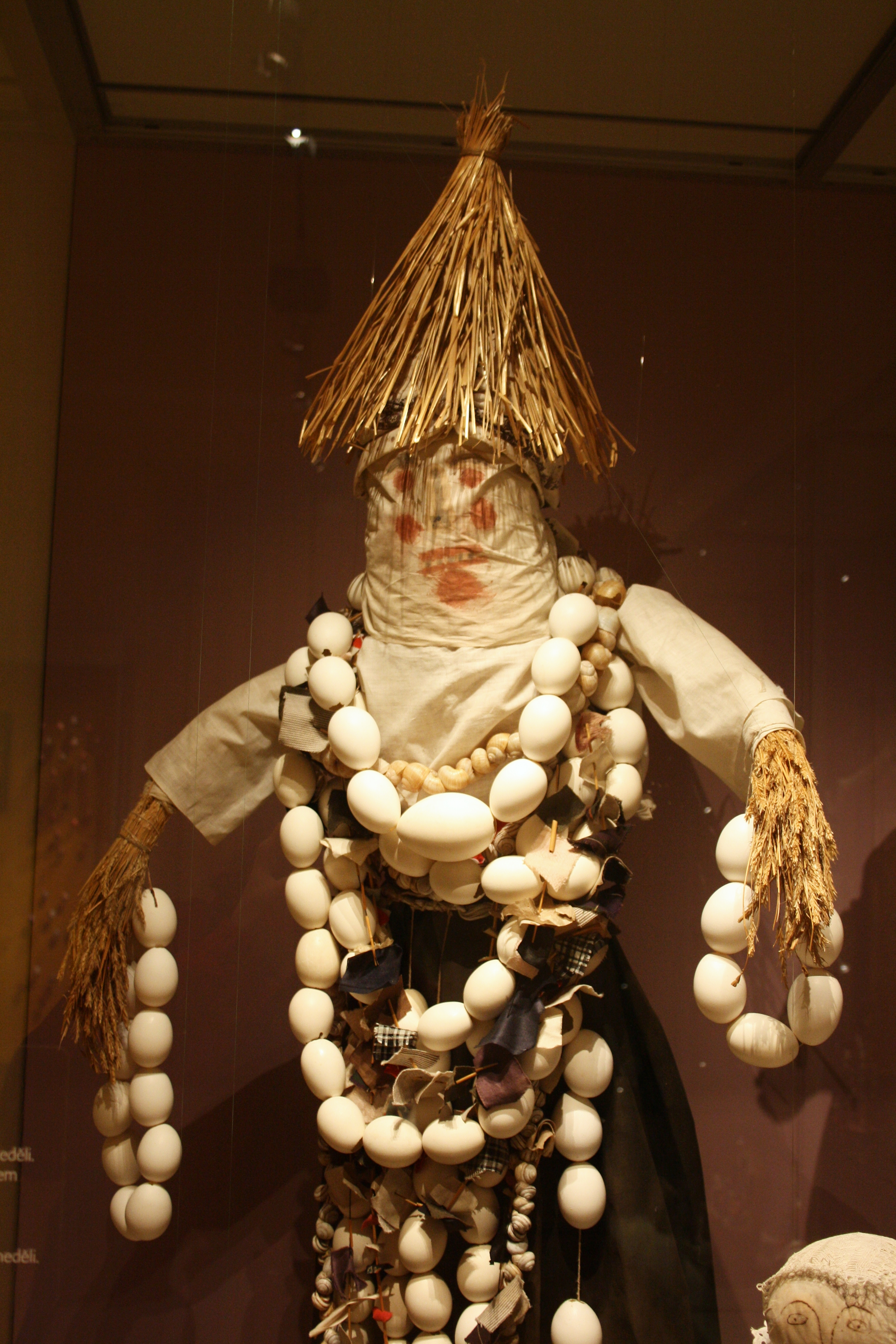

رجل القش عبارة عن دمية في شكل إنسان تُصنع عادة وبشكل كلي من مادة القش أو تُصنع من حشو القش في الملابس. ويشيع استخدام رجال القش كفزاعات وكأهداف للتدريب على القتال، وأهداف اختبار لصناع السيوف، ودمى تُحرق، ودمى في مسابقات رعاة البقر لتشتيت الثيران.
وفي رياضة مسابقات رعاة البقر، يكون رجل القش عبارة عن دمية متكونة من قميص وسروال محشو بالقش، مسنود تقليديًا بمكنسة. ويتم وضع رجل القش في الساحة خلال أحداث ركوب الثور كإجراء وقائي. فهذا يهدف إلى تشتيت انتباه الثور بعد وقوع المتسابق من على الثور (أو طرحه)، حسب الفكرة القائلة بأن الثور يهاجم رجل القش بدلا من مهاجمة المتسابق السابق. ويتواجد اثنان يُطلق عليهما مهرجا الروديو، وهما شخصان يرتديان ملابس ذات ألوان زاهية مهمتهما هي إلهاء الثور في حالة إصابة الراكب، في الحلبة أيضًا وعادة ما يكونان أكثر فعالية من رجل القش.